# Кикинда (городское поселение)
Кикинда (серб. Град Кикинда) — городское поселение в Сербии, входит в Северно-Банатский округ автономного края Воеводина. Городское поселение находится в историко-географической области Банат.
Население городского поселения составляет 63 324 человека (2007 год), плотность населения составляет 81 чел./км². Занимаемая площадь — 782 км², из них 89,1 % используется в промышленных целях.
Административный центр городского поселения — город Кикинда. Городское поселение Кикинда состоит из 10 населённых пунктов, средняя площадь населённого пункта — 78,2 км².

## Статистика населения
| Год  | Население, чел. |
| ---- | --------------- |
| 1991 | 67 582          |
| 2001 | 67 378          |
| 2002 | 66 781          |
| 2003 | 66 168          |
| 2004 | 65 532          |
| 2005 | 64 842          |
| 2006 | 64 119          |
| 2007 | 63 324          |

## Населённые пункты
- Банатска-Топола
- Банатско-Велико-Село
- Башаид
- Иджёш
- Кикинда
- Мокрин
- Наково
- Нови-Козарци
- Руско-Село
- Саян

## Образование
В общине есть 15 основных и 4 средних школы.